# Масатлан (муниципалитет)
Масатла́н (исп. Mazatlán) — муниципалитет в Мексике, штат Синалоа, с административным центром в одноимённом городе. Численность населения, по данным переписи 2010 года, составила 438 434 человека.

## Общие сведения
Название Mazatlan с языка науатль можно перевести как: место обитания оленей.
Площадь муниципалитета равна 2533 км², что составляет 4,41 % от площади штата. Он граничит с другими муниципалитетами штата Синалоа: на севере с Сан-Игнасио, на востоке с Конкордией, также на северо-востоке он граничит с другим штатом Мексики — Дуранго, а на юго-западе омывается водами Калифорнийского залива.

## Учреждение и состав
Муниципалитет был образован в 1915 году, в его состав входит 368 населённых пунктов, самые крупные из которых:
| Код INEGI | Населённый пункт                                               | Численность населения (2005 год) | Численность населения (2010 год) |
| --------- | -------------------------------------------------------------- | -------------------------------- | -------------------------------- |
| 012       | Всего                                                          | 403888                           | 438434                           |
| 0001      | Масатлан (исп. Mazatlán) (административный центр)              | 352471                           | 381583                           |
| 0348      | Вилья-Уньон (исп. Villa Unión)                                 | 12440                            | 13404                            |
| 1257      | Фраксьонамьенто-лос-Анхелес (исп. Fraccionamiento los Ángeles) | 2705                             | 6282                             |
| 0761      | Эль-Валамо (исп. El Walamo)                                    | 2824                             | 3085                             |
| 0304      | Эль-Робле (исп. El Roble)                                      | 2552                             | 2627                             |
| 0162      | Эль-Кастильо (исп. El Castillo)                                | 2265                             | 2208                             |
| 0134      | Баррон (исп. Barrón)                                           | 1833                             | 1792                             |
| 0296      | Эль-Келите (исп. El Quelite)                                   | 1722                             | 1733                             |

## Экономическая деятельность
По статистическим данным 2000 года, работоспособное население занято по секторам экономики в следующих пропорциях: сельское хозяйство, скотоводство и рыбная ловля — 9,4 %, промышленность и строительство — 21,2 %, сфера обслуживания и туризма — 65,4 %, прочее — 4 %.

## Инфраструктура
По статистическим данным 2010 года, инфраструктура развита следующим образом:
- электрификация: 99,1 %;
- водоснабжение: 98,1 %;
- водоотведение: 96,5 %.

## Достопримечательности
- Церковь Сан Хосе, построенная в XVIII веке.
- Базилика, построенная в XIX веке.
- Паромная станция, маяк и здание морской таможни XVII века.
- Несколько памятников историческим личностям.
- Курортные места на побережье Калифорнийского залива: Зона Дорадо, Северный пляж, пляж Серритос и остров Пьедра[3].

## Фотографии

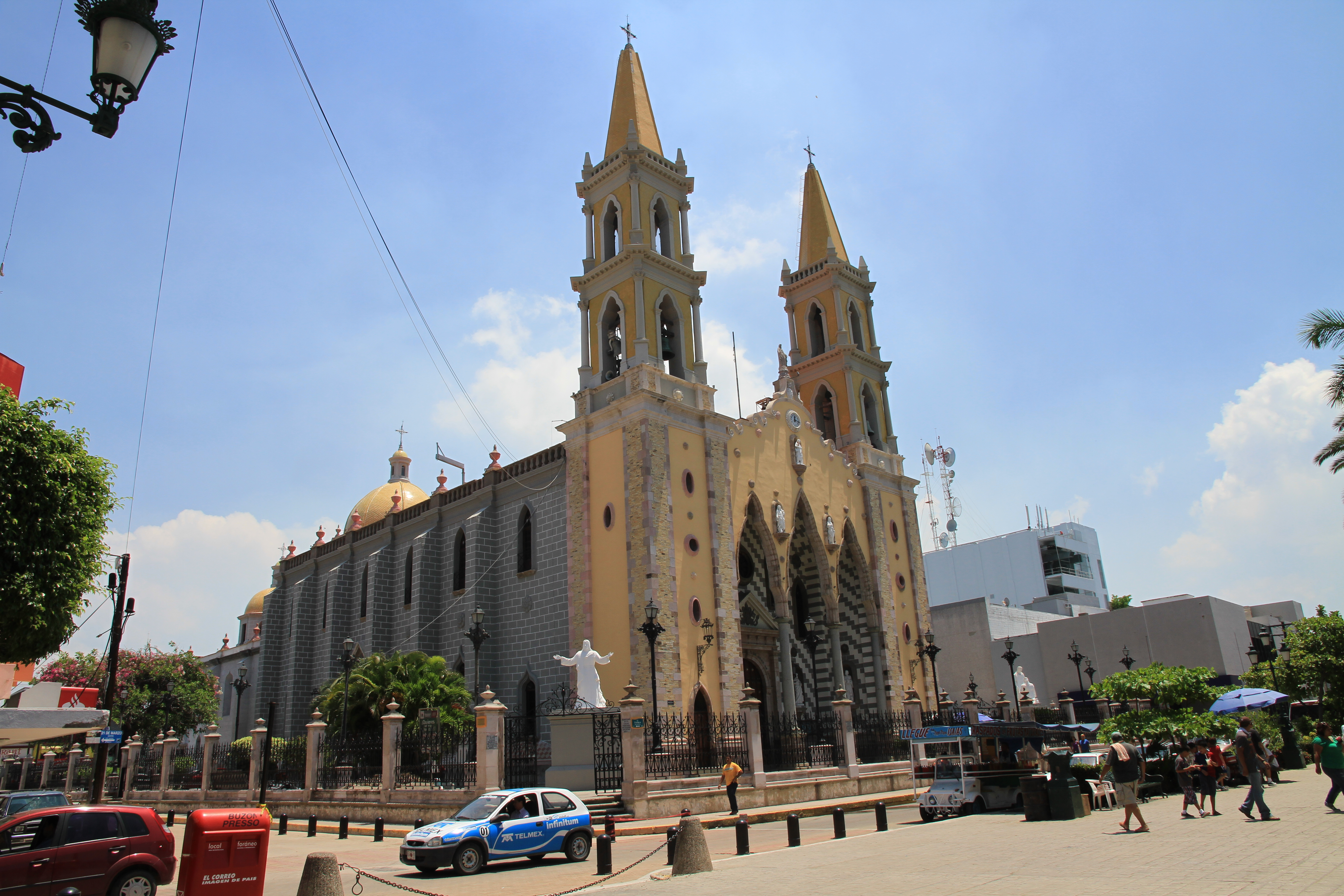
Базилика XIX века
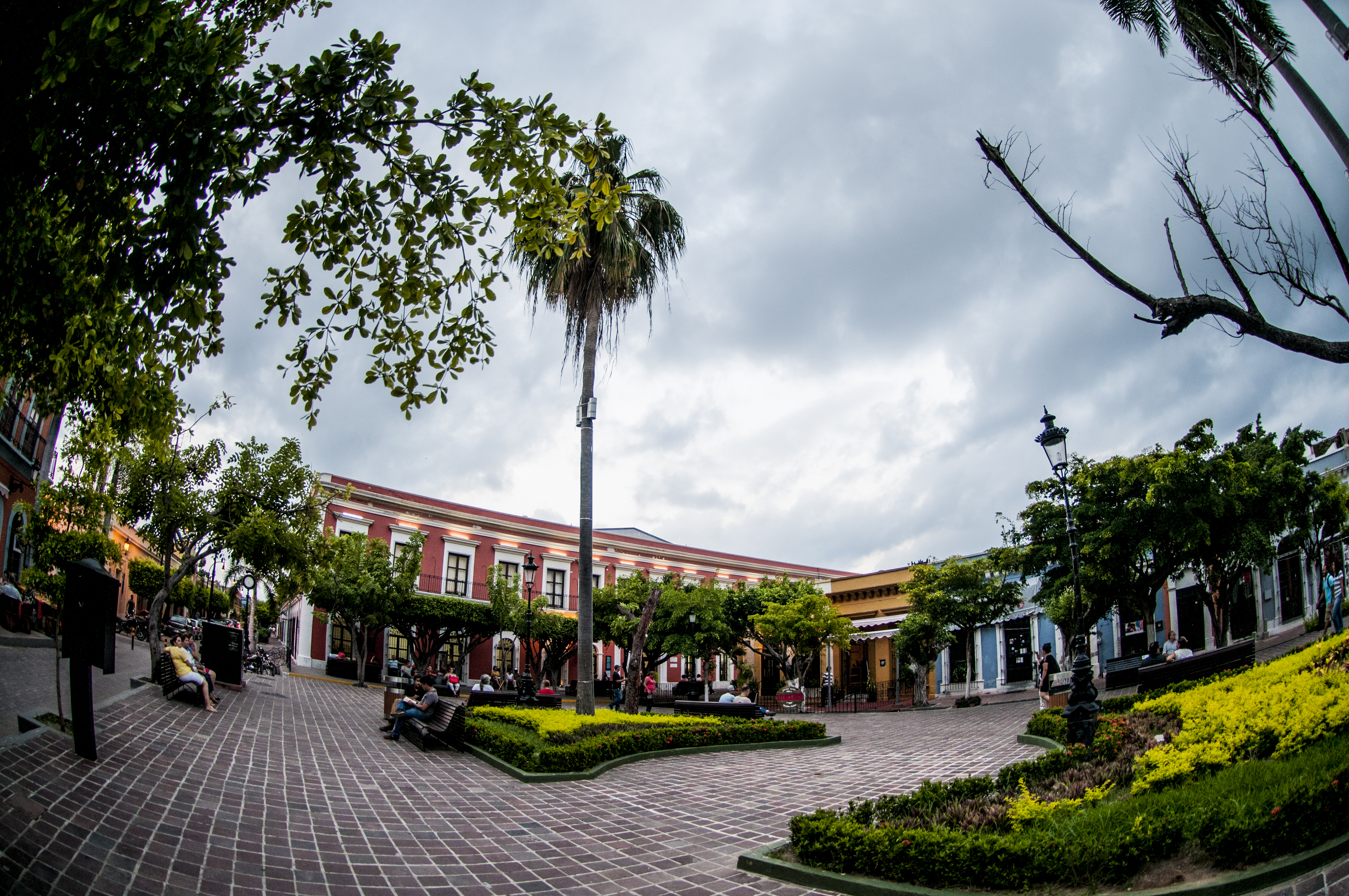
Площадь Мачадо
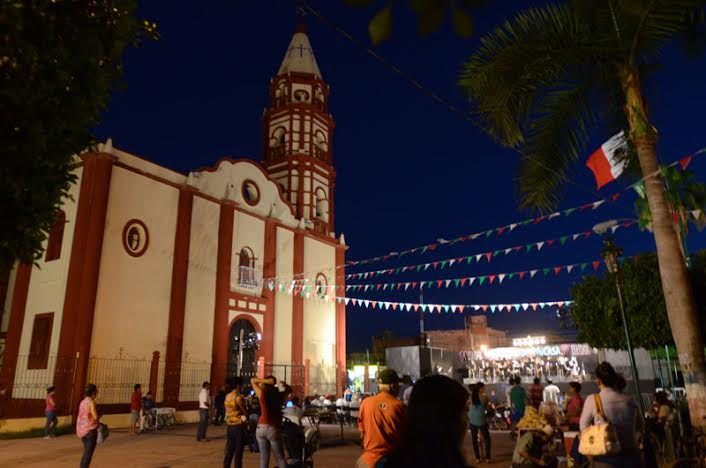
Церковь в Вилья-Уньоне